# Lee Yoo-hyung
Lee Yoo-Hyung (Sinchon, Hwanghae, Imperi Japonès (avui Corea del Nord), 21 de gener de 1911 - Seül, Corea del Sud, 29 de gener de 2003) fou un futbolista coreà que disputà un partit amb la selecció japonesa. Després de la Guerra de Corea va entrenar diversos cops la selecció de Corea del Sud.